# Vega kommun
Vega kommun (norska: Vega kommune) är en kommun i landskapet Helgeland i Nordland fylke i norra Norge. Kommunens centralort är tätorten Gladstad på ön Vega.

## Geografi
Förutom huvudön Vega, har också öarna Ylvingen och Omnøya fasta invånare. Andra öar är bland annat Lånan och Skogsholmen. Sydsidan av ön Vega domineras av den omkring 700 meter höga Vegtindan medan nordsidan domineras av myrlandskap. Öarna Hysvær och Søla ingår i Hysvær/Søla landskapsvernområde.

## Näringsliv
De viktigaste näringsgrenarna i kommunen är jordbruk, fiske och lokala tjänster.

## Historia
De äldsta bosättningarna i Vega är daterade till stenåldern, 10 000 år tillbaka i tiden. Detta är den allra tidigast bevisade bosättningen i Nordnorge. Troligtvis var det de fiskrika grundvattensområdena runt ön som gjorde att folk bosatte sig.
Drottning Sonja höll den officiella öppningen av Vegaöarna som Unescos världsarvsområde vid en ceremoni på Hysværøy den 20 april 2005.

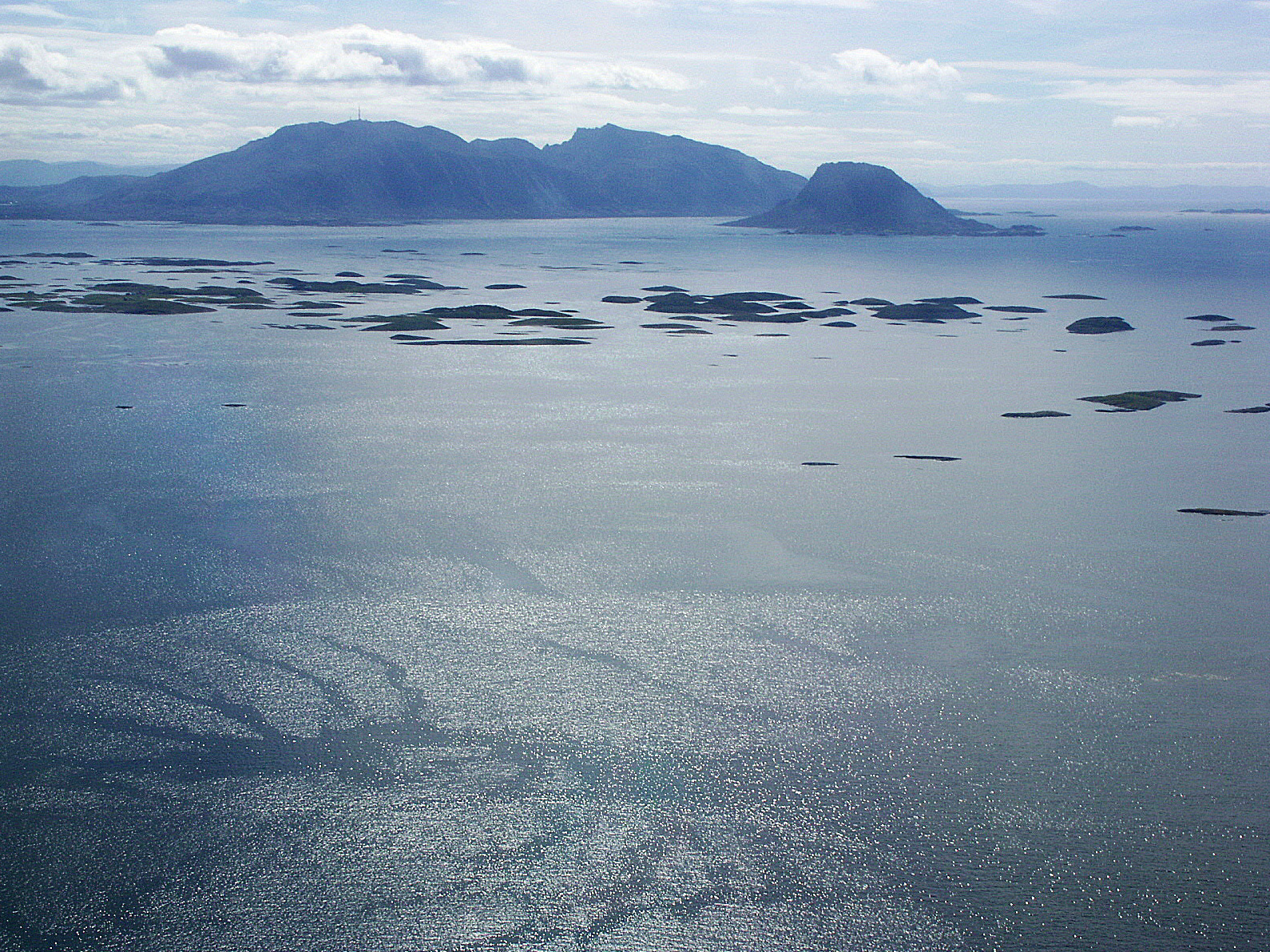
Vegaöarna utgör sedan 2005 ett världsarvsområde.

### Administrativ historik
Vega kommun upprättades den 1 januari 1838 (som Vægøe formannskapsdistrikt) när Formannskapslovene från 1837 trädde i kraft. Kommunen omfattade då, med undantag för öarna i nordöst (Lånan, Kilværet, Skogsholmen med flera), större delen av den nuvarande kommunens område.
Den 1 januari 1965 fördes en del av den då upplösta Tjøtta kommun (Skogsholmens skolkrets med 196 invånare) till Vega kommun.
Den 1 januari 1971 fördes en del av det område som 1965 hade förts till Vega kommun (ögruppen Skålvær i Skogsholmens krets med 32 invånare) över till Alstahaugs kommun.

## Befolkningsutveckling
Befolkningsutveckling 1951–2010, det vertikala röda strecket markerar gränsändringar. (källa: SSB: Befolkningsstatistikk)

## Kultur
Kommunen deltog i Skulpturlandskap Nordland med skulpturen "En ny samtale" av den finländska konstnären Kain Tapper.

## Tätorter
I Vega kommun finns en tätort:
- Gladstad (centralort)

## Socknar
Inom Norska kyrkan motsvaras Vega kommun av Vega socken i Sør-Helgelands prosteri i Sør-Hålogalands stift.